# 哈勃望远镜3D
《哈勃望远镜3D》（英語：Hubble 3D，或稱為），是一部2010年上映的紀錄片，紀錄關於哈伯太空望遠鏡維修任務的過程。以IMAX技術拍攝，並由知名美國好萊塢影星李奧納多·狄卡皮歐擔任旁白。

## 內容
哈勃望远镜3D在其官方網站的介紹如下：
|  | 藉著 IMAX 3D 的效果，哈勃望远镜3D將可使觀眾經歷一次從遙遠星系開始的宏大而神秘的週遭天體探險，並且伴隨執行 NASA 史上最艱難任務的太空人一起漫步太空。本影片將提供一個啟發性和獨特視角檢視哈伯太空望遠鏡的影像和凸顯它對我們的宇宙觀和人類自己的深遠的影響。哈勃望远镜3D是一部由 IMAX 和華納兄弟製作，與 NASA 合作的影片。本影片的製作團隊是終極太空站 3D（Space Station 3D）的原班人馬，由導演托妮·米耶斯帶領。哈勃望远镜3D於2010年3月19日起在 IMAX 和 IMAX 3D 電影院上映。 Through the power of IMAX 3D, Hubble 3D will enable movie-goers to journey through distant galaxies to explore the grandeur and mysteries of our celestial surroundings, and accompany space-walking astronauts as they attempt the most difficult and important tasks in NASA’s history. The film will offer an inspiring and unique look into the Hubble Space Telescope’s [HST's] legacy and highlight its profound impact on the way we view the universe and ourselves. Hubble 3D is an IMAX and Warner Bros. Pictures production, in cooperation with National Aeronautics and Space Administration (NASA). The film reunites the Space Station 3D filmmaking team, led by Producer/Director Toni Myers. Hubble 3D blasted off exclusively to IMAX and IMAX 3D theatres on March 19, 2010. |

（中譯部分為暫譯）
這部電影的觀眾會依序看到土星的極光、寶瓶座的螺旋星雲、鹰星云的創生之柱（Pillars of Creation）、 仙女座星系、和美麗的蝴蝶星雲。哈伯太空望遠鏡拍攝的資料和影片相當精細，所以科學家和影片制作者可用這些資料讓觀眾可以藉著模擬飛行「進入」由電腦繪圖方式製作的兩個擴展影像。其中最驚人的是氣體雲被時速一百萬英里的恆星風吹過猎户座大星云長達90兆英里的雲氣裂隙。這些由望遠鏡觀測資料製作的模擬影像是由国家超级电脑应用中心的先進視覺化實驗室（Advanced Visualization Laboratory）製作。

## 影片拍攝
該電影是由多個不同來源的影片組合而成的，其中包含了在太空梭執行哈伯太空望遠鏡維修任務期間以 IMAX 攝影機拍攝的影片。這種特製攝影機可拍攝衛星的近距離和維修影像。IMAX 攝影機是在兩次哈伯太空望遠鏡維修任務－1993年12月第一次維修任務的STS-61和最近2009年5月第四次維修任務的STS-125（攜帶 IMAX 3D 攝影機）隨著太空梭進入太空。雖然 IMAX 3D 攝影機可使用長度一英里的底片，但所拍攝的影片長度只有8分30秒。

## 評價
本影片獲得正面的評價。爛番茄根據32個評論評定哈勃望远镜3D獲得 89% 的正面評價，獲得「新鮮」（fresh）評級。
另一個影評網站Metacritic則根據13個評論評定本影片獲得 79 分（滿分為100），評級為 'Generally favorable reviews'。

## 外部連結
- 官方网站
- 互联网电影数据库（IMDb）上《Hubble 3D》的资料（英文）
- Hubble's Last Visit To Be Relived in 3-D（页面存档备份，存于）